# Iglesia de San Pedro Apóstol (Jaffa)
La Iglesia de San Pedro Apóstol en Abu Kabir (en hebreo: כנסיית פטרוס הקדוש באבו כביר) es una iglesia ortodoxa rusa ubicada en Jaffa en Tierra Santa (hoy parte de Israel). Fue construida no lejos de la casa de Simón el curtidor, quien, de acuerdo a las Escrituras, recibió al apóstol Pedro en Jope (nombre antiguo de Jaffa). La iglesia pertenece a la Misión Rusa en Jerusalén. La iglesia fue construida en un terreno adquirido por el Archimandrita Antonin Kapustin en 1868, que ya había albergado una casa para peregrinos rusos que llegaron por barco al puerto de Jaffa.